# Phytoliriomyza islandica
Phytoliriomyza islandica este o specie de muște din genul Phytoliriomyza, familia Agromyzidae, descrisă de Olafsson în anul 1988.
Este endemică în Islanda. Conform Catalogue of Life specia Phytoliriomyza islandica nu are subspecii cunoscute.